# Cacouac
Cacouac é um termo anti-iluminista cunhado por volta de 1757 por opositores dos philosophes do Iluminismo, com o objetivo de zombar, mais particularmente dos autores da Enciclopédia . Esse neologismo associa o adjetivo grego kakos (mau) e a palavra couac, e significa malvado  .

## História
A palavra fez sua primeira aparição em outubro de 1757, quando o Mercure de France publicou um artigo anônimo com o título Avis utile, ou Premier Mémoire sur les Cacouacs. Jacob-Nicolas Moreau continua com um panfleto intitulado Nouveau Mémoire sur les Cacouacs, que é seguido em 1758 por um catecismo e decisões de casos de consciência para o uso de cacouacs, com um discurso do patriarca dos cacouacs, para a recepção de um novo discípulo cujo autor é Joseph Giry de Saint Cyr  .
Le Chef de la Cabale, qui s’est formée contre les Encyclopédistes, n’a pas manqué dans l'Année littéraire, de blâmer l’Historien des prétendus Cacouacs, d’avoir parlé contre Mrs. de Voltaire et Montesquieu. Et pourquoi ? Est-ce parce que ces critiques sont fausses ? Non. Qu’importe à M. Fréron qu’elles soient bien ou mal fondées!
De acordo com Augustin Simon Irailh, porém, o caso dos cacouacs é apenas uma escaramuça entre outras na longa luta entre as duas partes. :
Sous le nom seul de Cacouacs, il y en eut plusieurs. Le public n’étoit entretenu que d’avis utile concernant les Cacouacs, de nouveau mémoire pour servir à l’histoire des Cacouacs, de catéchisme des Cacouacs. Par ce mot, on entendit d’abord une nation sauvage & méchante, mais dont les méchancetés se bornoient à l’humeur caustique, au persiflage, à la singularité. Bientôt on attaqua ses principes & ses mœurs, son enthousiasme, son ardeur « à faire des prosélytes, son indépendance des rois & des dieux, qu’elle n’a pas la folie de combattre, comme firent les Titans, mais dont elle nie l’existence ; » ses cris, lorsqu’on s’élève contre ses maximes; son horreur des sifflets, ses enchantemens, sa magie, & principalement son penchant invincible au vol, vice qui gagne tout étranger qu’elle naturalise.
O clímax do conflito seria alcançado quando o Papa Clemente XIII marca a Enciclopédia como Heresia em 1759. A empreitada será, no entanto, levada a cabo com a publicação do Supplément au Dictionnaire raisonné em 1777 .

## Textos de referência
- Anonyme (Jacob-Nicolas Moreau) (1757). «Avis utile, ou Premier Mémoire sur les Cacouacs». Mercure de France
- Jacob-Nicolas Moreau (1757). Nouveau mémoire pour servir a l'histoire des Cacouacs. [S.l.: s.n.] Consultado em 10 de fevereiro de 2010Predefinição:Commentaire biblio
- Charles Palissot de Montenoy. Lettre du Sr Palissot, auteur de la comédie des Philosophes, au public, pour servir de préface à la pièce. [S.l.: s.n.] Consultado em 10 de fevereiro de 2010
- Joseph Giry de Saint Cyr (auteur supposé) (1758). Catéchisme et décisions de cas de conscience, à l'usage des Cacouacs, avec un Discours du patriarche des Cacouacs, pour la réception d'un nouveau disciple. [S.l.]: Cacopolis. Consultado em 10 de fevereiro de 2010
- Jean-Jacques Rousseau (1758). La Reine fantasque. [S.l.: s.n.]Predefinição:Commentaire biblio

Iluminismo